# امباتولائونا
امباتولائونا (به لاتین: Ambatolaona) یک منطقهٔ مسکونی در ماداگاسکار است که در آنالامانگا واقع شده‌است.

## خصوصیات
امباتولائونا ۵٬۰۰۰ نفر جمعیت دارد و ۱٬۳۸۰ متر بالاتر از سطح دریا واقع شده‌است.